# بيت نصاري (السدة)

تعديل مصدري - تعديل

بيت نصاري هي إحدى قرى عزلة العرافة بمديرية السدة التابعة لمحافظة إب، بلغ تعداد سكانها 463 نسمة حسب تعداد اليمن لعام 2004.